# Alix von Thouars

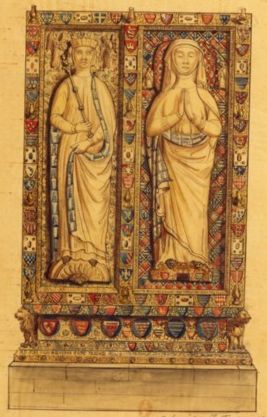
Darstellung des Grabes der Herzogin Alix und ihrer Tochter Yolande in der Abtei Villeneuve-les-Nantes aus dem 19. Jahrhundert.

Alix von Thouars (* 1200; † 21. November 1221) war Herzogin von Bretagne und Vizegräfin von Thouars aus eigenem Recht von 1213 bis 1221.
Sie war die ältere Tochter des regierenden Herzogs (duc baillistre) Guido von Thouars († 1213) und seine Frau Konstanze von der Bretagne (ebenfalls Herzogin aus eigenem Recht), der Tochter Herzogs Conan IV.
Obwohl sie zunächst mit Henri d’Avaugour verlobt worden war, wurde sie im Jahr 1213 nach einer Entscheidung des französischen Königs Philipp II. mit Peter Mauclerc aus dem Haus Frankreich-Dreux verheiratet.
Alix und Peter hatten drei Kinder:
- Johann I. der Rote (* 1217; † 1286), 1237 Herzog von Bretagne, 1272 Graf von Penthièvre; ⚭ Blanche von Champagne († 1263), Tochter des Theobald I., König von Navarra
- Yolande (* 1218; † 1272), 1235 Gräfin von Penthièvre, 1250–1266 Regentin von La Marche; ⚭ 1235 Hugo XI. von Lusignan (1221–1250), Graf von La Marche und Angoulême
- Arthur (* 1220; † 1224)

Alix wurde am 24. November 1221 neben ihrer Mutter in der Abtei Notre-Dame-de-Villeneuve bei Nantes beerdigt.